# ان‌سی‌ای‌ای بخش یکم

لوگوی اصلی استفاده‌شده توسط ان‌سی‌ای‌ای در بخش یکم، دوم و سوم

ان‌سی‌ای‌ای بخش یکم (انگلیسی: NCAA Division I) بالاترین سطح ورزش میان‌دانشگاهی در ایالات متحدهٔ آمریکا است که توسط اتحادیه ملی ورزش دانشگاهی برگزار می‌شود. بخش یکم دربردارندهٔ دانشگاهای دارای قدرت‌های ورزشی با بودجه‌های بزرگتر، امکانات حرفه‌ای‌تر و کمک‌هزینه‌های ورزشی بیشتر است. بخش‌های دوم و سوم در مواردی همچون بوده ولی از نظر بودجه، امکانات و کمک هزینه ورزشی از بخش یکم ضعیف‌ترند.